# Fergus Patrick McEvay
Fergus Patrick McEvay (né le 8 décembre 1852 à Lindsay en Ontario et mort le 10 mai 1911) est un prélat canadien de l'Église catholique. Il fut archevêque de l'archidiocèse de Toronto de 1908 à 1911 et évêque du diocèse de London de 1899 à 1908.

## Biographie
Fergus Patrick McEvay est né le 8 décembre 1852 à Lindsay en Ontario. Il étudia à l'université de St. Michael's College de Toronto et au grand séminaire de Montréal. Il fut ordonné prêtre le 29 juillet 1882 pour l'archidiocèse de Kingston et servit à Kingston, à Peterborough et à Hamilton.
Le 27 mai 1899, il fut nommé évêque du diocèse de London et fut consacré évêque le 6 août de la même année par Mgr Denis O'Connor, archevêque de Toronto avec comme co-consécrateurs Thomas Joseph Dowling et Richard Alphonsus O'Connor. Le 13 avril 1908, il fut nommé archevêque de l'archidiocèse de Toronto. Il décéda le 10 mai 1911.

## Succession apostolique
Fergus Patrick McEvay a ordonné les évêques suivants :
- Évêque Michael Francis Fallon (de), O.M.I. (1910)